# 速霸陸G4e

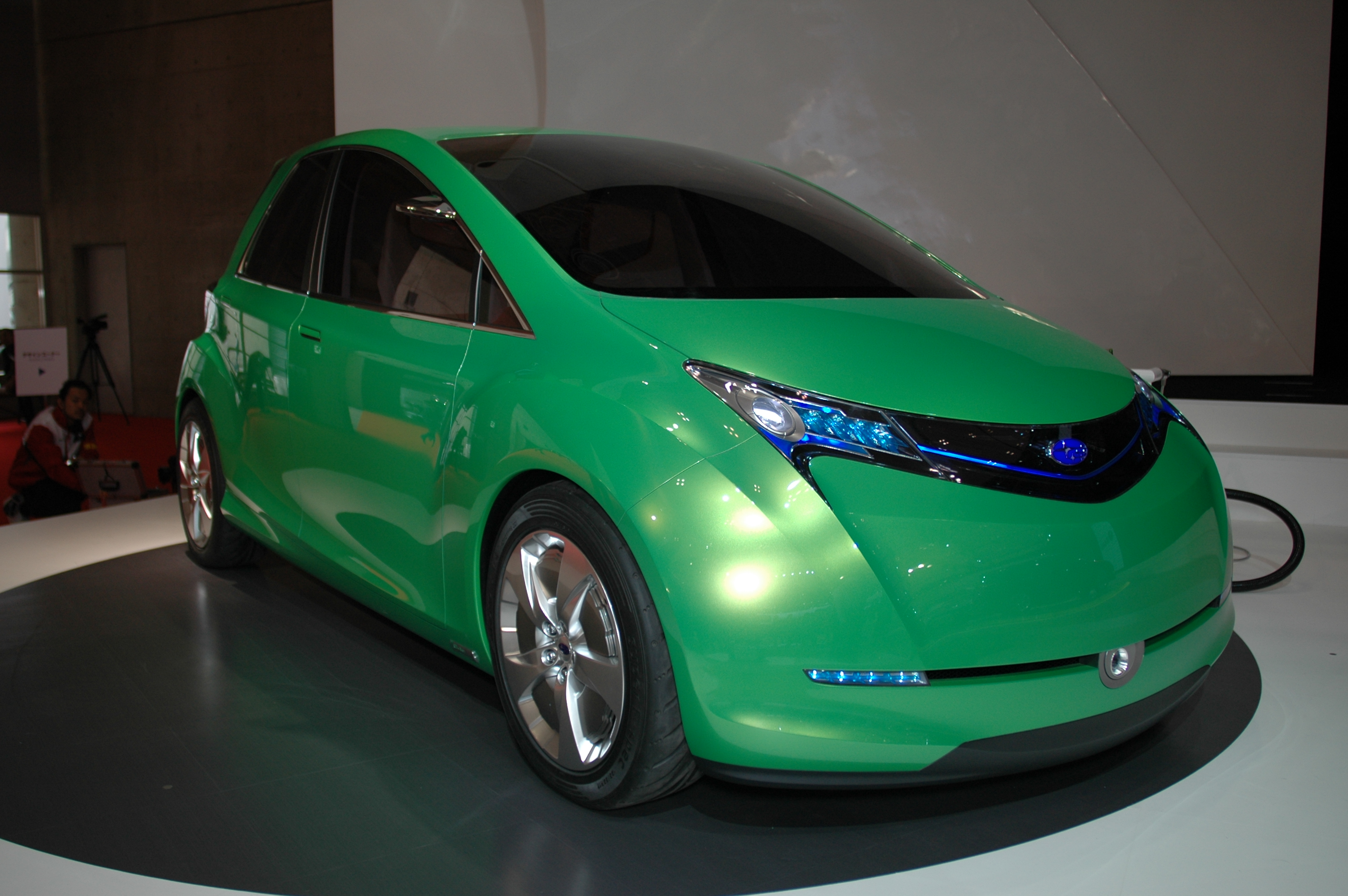
速霸陸G4e

速霸陸G4e（日语：スバル・G4e）乃是由日本富士重工業研發設計的五人座電動概念車，首度於2007年第40屆東京國際車展公開。

## 概要
2007年第40屆東京國際車展上，富士重工業公開這款從速霸陸R1e進化而來的概念車。最新技術的「nanoV」鋰離子充電電池採用釩製造，由該公司獨立研發，經充電8小時後可續航約200公里。電池藏於底盤，軸距達2,650mm，可容納五人。

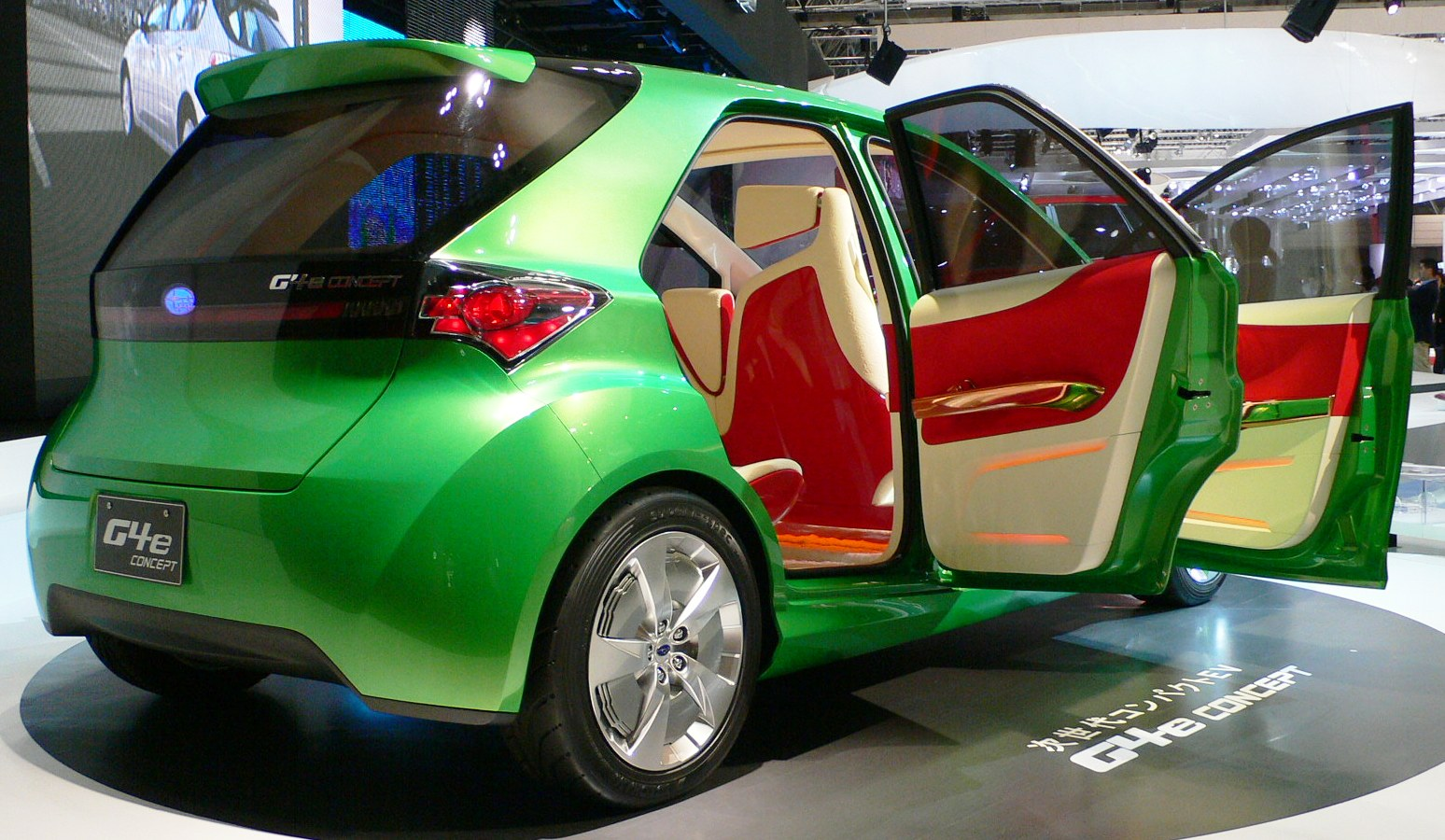
內裝陳設
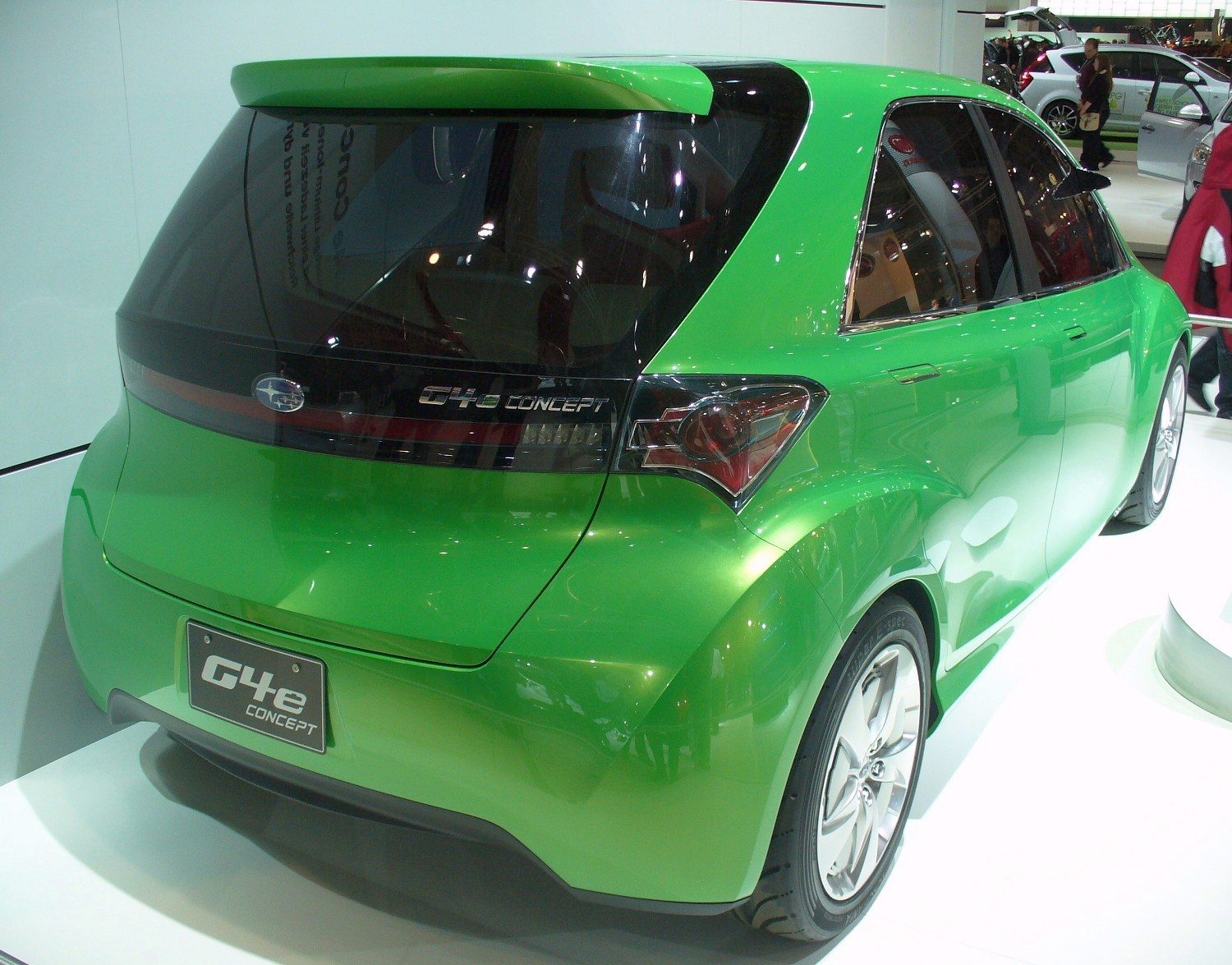
車尾
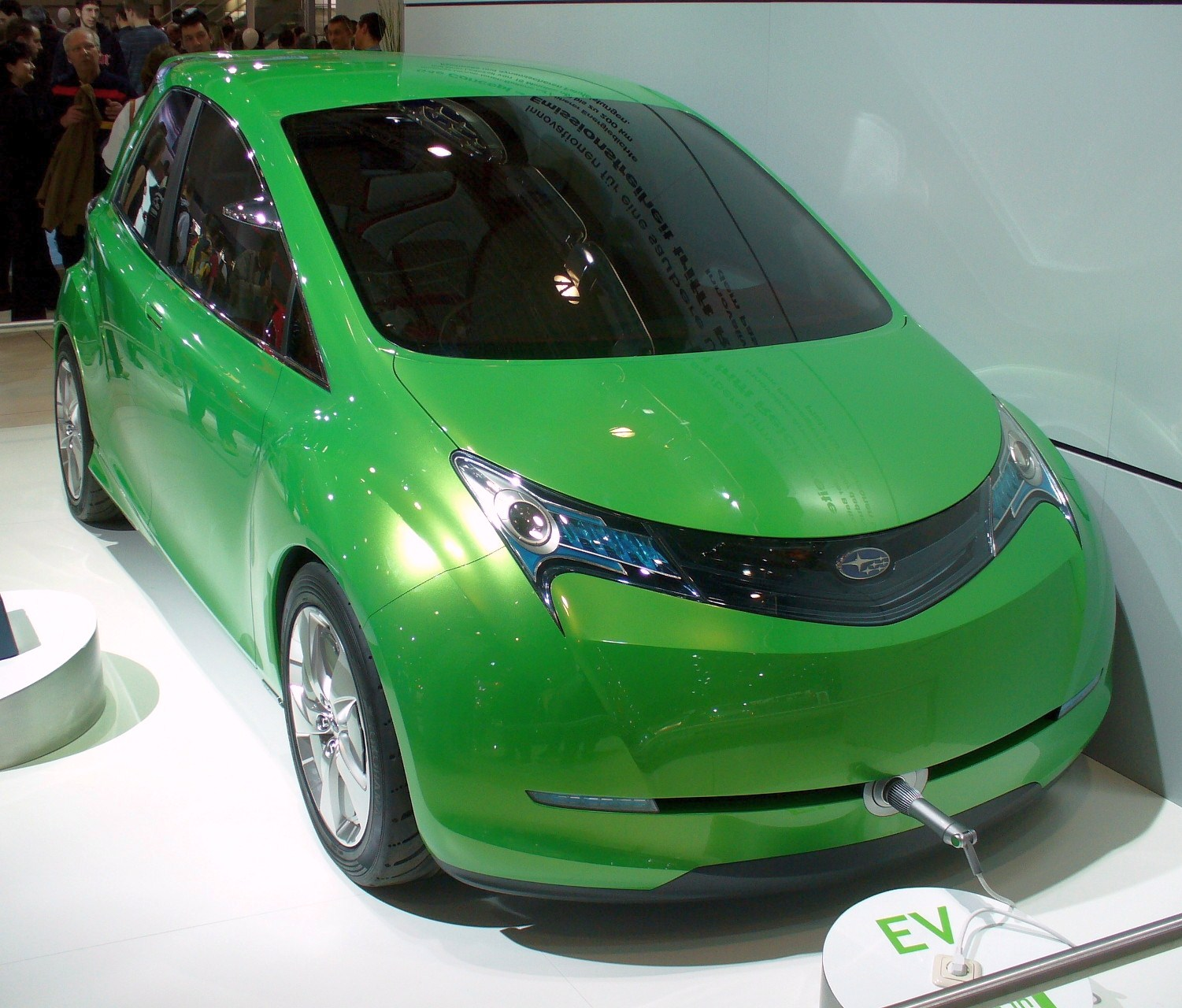
車頭充電處

## 外部連結
- （日語）富士重工業：第40回東京モーターショー出展概要 （页面存档备份，存于）